# バリー・スポーツ・ウェスト
バリー・スポーツ・ウェスト（Bally Sports West）は、アメリカのシンクレア・ブロードキャスト・グループとエンターテインメント・スタジオズの合弁会社であるダイヤモンド・スポーツ・グループが所有する地域スポーツネットワークで、その姉妹ネットワークであるバリー・スポーツ・ソーカルと共にバリー・スポーツの一部として運営されている。このチャンネルは、主にロサンゼルス都市圏に拠点を置くチームに焦点を当て、カリフォルニア州のプロ及び大学スポーツイベントの地域報道を放送している。南カリフォルニア、ラスベガス・バレー、ハワイ州のケーブルプロバイダーで視聴でき、ディレクTVを通じて衛星放送でも全国的に視聴可能である。
このネットワークは、メジャーリーグベースボールのロサンゼルス・エンゼルス、ナショナルホッケーリーグのロサンゼルス・キングス、ウェスト・コースト・カンファレンスの男女バスケットボールの地域放送権を保持している。2012年まで放送がSpectrum SportsNetに移行するまで、全米バスケットボール協会のロサンゼルス・レイカーズも放送していた。

## 歴史

### 1980年代
1985年10月19日に「Prime Ticket（プライム・チケット）」の名前で開局された。このチャンネルは当初、ロサンゼルス・レイカーズとロサンゼルス・キングスの過半数所有者であるジェリー・バス博士と、両フランチャイズの少数所有権を保有していたケーブルテレビのパイオニアであるビル・ダニエルズ博士によって共同所有されていた。プライム・チケットの開局時に運営されていた多くの地域スポーツネットワークとは異なり、このチャンネルはプレミアムサービスではなく、基本的なケーブルチャンネルとして構成されていた（そして現在も）。当初は、毎晩17:00から翌0:00まで、1日7時間放送していた。プライム・チケットとの最初の契約は、チャンネルの社長に任命されたトニー・エイコーン（Tony Acone）とファルコン・ケーブルTV（Falcon Cable TV）の最高財務責任者ボブ・カースタイン（Bob Kerstein）によって交渉され、署名された。クーパーズ&ライブランド（Coopers & Lybrand）の会計事務所に雇用されている公認会計士であるレスリー・ワトソン（Leslie Watson）は、チャンネルの初期段階を通じて最初の財務管理者としてプライム・チケットに加わった。
プライム・チケットの開局に先立ち、ロサンゼルス・レイカーズのバスケットボールとロサンゼルス・キングスのホッケーの試合（主に全国的にテレビ放送されないホームゲーム）は、ロサンゼルス市場内で地上波サブスクリプションサービスのONTVとセレクTV、さらには様々な地元テレビ局で放送された。当初の総合事務所は、イングルウッドのグレート・ウェスタン・フォーラムの通りの向かいにある小さなオフィスビルにあった。
プライム・チケットは、ニューヨーク市に本拠を置くマディソン・スクエア・ガーデン・ネットワークに匹敵する、アメリカ有数の地域スポーツネットワークの一つとなった。このネットワークはレイカーズが優勝を果たした1980年代の最盛期に設立され、1988年にウェイン・グレツキーをキングスにもたらしたトレードからも後押しを受けた。
1988年後半、ダニエルズはテレ＝コミュニケーションズ株式会社と提携して、プライム・スポーツ・ネットワークとして知られる新しい地域スポーツネットワークグループを設立した。プライム・チケットは旗艦のチャーター提携として機能し、新たに設立された直営のアウトレットであるプライム・スポーツ・ロッキー・マウンテン（Prime Sports Rocky Mountain、現：AT&Tスポーツネット・ロッキー・マウンテン）と、提携として機能した2つのネットワーク、ホーム・スポーツ・エンターテインメント（Home Sports Entertainment、現：バリー・スポーツ・サウスウェスト）と新しく開局されたサンシャイン・ネットワーク（Sunshine Network、現：バリー・スポーツ・サン）が加わった。

### 1990年代
1990年、プライム・チケットはカリフォルニア・エンゼルス（現：ロサンゼルス・エンゼルス）とロサンゼルス・クリッパーズのケーブルテレビ放映権を獲得した。このチャンネルは、チームがスポーツチャンネル・ロサンゼルス（当初はZチャンネル） と放送契約を結ぶまで、1990～1991年シーズン中にクリッパーズのNBAの試合を放送し、翌シーズンに発効した。その後、スポーツチャンネル・ロサンゼルスは1992年12月に運営を終了したため、市内のプロスポーツチームは今後4年間、地元でテレビ放送される試合を地上波または一部のケーブル独占テレビ放送の形で放送する必要があった。
1994年、サンディエゴ・パドレスは、プライム・チケットの新しいサブフィードで25のホームゲームをテレビ放映するというプライム・チケットとの合意に達した。プライム・チケットはかつて、サンディエゴ地域のケーブルプロバイダーによって提供されていたが、その時点まではロサンゼルスと同じ番組が放送されていた。プライム・チケットに移行する前、パドレスはサンディエゴ・ケーブル・スポーツ・ネットワーク（コックス・コミュニケーションズが運営するペイ・パー・ビューサービス）を利用していた。パドレスはプライム・チケットで3シーズンだけとどまり、その後基本的なケーブルサービスでコックスに戻ることになる。
1994年8月、バスとダニエルズはプライム・チケットをプライム・ネットワークの親会社であるリバティ・メディアに売却し、その後同社はチャンネルを「Prime Sports West（プライム・スポーツ・ウェスト）」に改名した。1996年、ナショナル・フットボール・カンファレンスの放送権を獲得した2年前にFOXネットワークのスポーツ部門を設立したニューズ・コーポレーションは、リバティ・メディアからプライム・ネットワークの50％の権益を取得した。
1996年11月1日、FOXとリバティの合弁会社は、新しいFOXスポーツネットの一部としてプライム・ネットワーク提携を再開した結果、チャンネルは正式に「Fox Sports West（FOXスポーツ・ウェスト）」にブランド変更された。翌年、FOXスポーツネットは、ケーブルビジョン・システムズ・コーポレーションとの資産取引を通じてスポーツチャンネルネットワークの40%権益を購入して他の地域に拡大し、直営する地域ネットワークを運営するベンチャーナショナル・スポーツ・パートナーズ（National Sports Partners）を設立した。
1997年1月27日、FOXスポーツネットは追加チャンネルのFox Sports West 2（FOXスポーツ・ウェスト2、現：バリー・スポーツ・ソカル）を開始した。ロサンゼルス・クリッパーズとアナハイム・ダックスの試合の市場内ケーブル放送は、新たに取得したロサンゼルス・ドジャースの権利も伴う新しいネットワークに移行しました。FOXのPac-10パッケージの一部ではなかったUCLAとUSCのバスケットボールの試合のFOXスポーツ・ウェスト2に移動された。新しいネットワークの開局により、FOXスポーツ・ウェストはメジャーリーグのスポーツ中継をロサンゼルス・レイカーズ、ロサンゼルス・キングス、アナハイム・エンジェルスに集中できるようになった。

### 2000年代

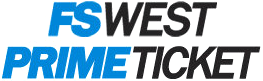
FOXスポーツ・ウェスト・アンド・プライム・チケットのロゴ。2009年から2012年まで使用された。

2000年に、「Fox Sports Net（FOXスポーツネット）」の旗の下にあるFSNネットワークの共同ブランド変更の一環として、FOXスポーツ・ウェストは「Fox Sports Net West（FOXスポーツネット・ウェスト）」にブランド変更された。
2001年、FOXスポーツ・ウェストとウェスト2は、オフィスとスタジオをロサンゼルスのセンチュリーシティ地区からダウンタウンのステープルズ・センターの2ブロック東にあるオフィスビルに移転した。この間、チャンネルのゲーム中継用のストリートサイドスタジオが、11番街（チック・ハーン・コート）とサウス・フィゲロア・ストリートの南西角にあるステープルズ・センターの外にオープンした。2004年、FOXスポーツが地域ネットワーク全体で「Fox Sports Net」ブランドを強調しない一環として、チャンネルは短縮名「FSN West（FSNウェスト）」にブランド変更された。
2006年4月3日、ドジャー・スタジアムでのドジャースのシーズン開幕戦であるアトランタ・ブレーブス戦から、FSNウェスト2は「FSN Prime Ticket（FSNプライム・チケット）」にブランド変更された。この変更は、FSNウェスト2が二次ネットワークであるという視聴者の認識に対処するために行われた。どちらのネットワークも、FOXスポーツネットが提供する補足的な全国番組ではなく、地元で独自に制作されたコンテンツ（ドキュメンタリーシリーズ『ビフォア・ザ・ビッグス（Before the Bigs）』や『イン・マイ・オウン・ワーズ（In My Own Words）』、チームをテーマにした『インサイダー（Insider）』番組など）に重点を置くという新しい哲学を採用した。FSNウェストは2008年に「Fox Sports West（FOXスポーツ・ウェスト）」の名前に戻った。
2009年秋、ライバルのESPNがロサンゼルスに本拠を置く新しい放送センターを、通りの向かい側にあるL.A.ライブ複合施設に開設したのと同じように、FOXスポーツ・ウェストはステープルズ・センターのストリートサイドスタジオを閉鎖した。このチャンネルは、2つのネットワークで放映される各テレビイベントのサイトで試合前と試合後の番組を制作し始めた。天気がよければ、殆どのクリッパーズ、レイカーズ、キングスのホームゲームの試合前及び試合後の番組は、ステープルズ・センターの正面玄関近くにあるスター・プラザ（Star Plaza）で制作される。かつてのFOXスポーツ・ステープルズ・センター（Fox Sports Staples Center）スタジオはその後、ナイキが企業スポンサーとしてカンファレンスセンターに改装された。

### 2010年代
2012年、FOXスポーツ・ウェストと独立局KCAL-TV（チャンネル9）は、2012-2013シーズンに新しいTime Warner Cable SportsNetの開始と共に始まった新しい20年契約に基づいて、レイカーズのテレビ放映権をタイム・ワーナー・ケーブルに失った。この新サービスは、WNBAのロサンゼルス・スパークスとMLSのロサンゼルス・ギャラクシーの試合を放映する権利も獲得した。2013年1月、TWCはロサンゼルス・ドジャースとも契約し、SportsNet LAとして知られる新しいチーム固有のチャンネルを設立した。
2013年7月、ニューズ・コーポレーションはFOXスポーツネットワークスとその他のアメリカのエンターテインメント施設の殆どを21世紀フォックスに分離した。
2017年12月14日、両社の合併の一環として、ウォルト・ディズニー・カンパニーは、FOXスポーツ・ウェストを含む全22の地域 FOXスポーツネットワークを21世紀フォックスから買収する計画を発表した。しかし、2018年6月27日、司法省はディズニーがESPNを所有していることを理由に、独占禁止法を理由に同社の売却を命じた。2019年5月3日、シンクレア・ブロードキャスト・グループとエンターテインメント・スタジオズ（合弁会社ダイヤモンド・ホールディングスを通じて）は、ウォルト・ディズニー・カンパニーからFOXスポーツネットワークスを106億ドルで買収した。取引は2019年8月22日に完了した。

### 2020年代
2020年11月17日、シンクレアはカジノ運営会社のバリーズ・コーポレーションとFSNチャンネルの新たな命名権パートナーとしての契約を発表した。シンクレアは、2021年1月27日にチャンネルの新しい「Bally Sports（バリー・スポーツ）」ブランディングを発表した。2021年メジャーリーグベースボールシーズンと一致する2021年3月31日、FOXスポーツ・ウェストは「Bally Sports West（バリー・スポーツ・ウェスト）」にブランド変更され、その結果、他の18の地域スポーツネットワークもそれぞれの地域で「Bally Sports」に名前を変更した。
2023年3月14日、ダイヤモンド・スポーツは連邦破産法11条を申請した。

## 番組

### オーバーフロー報道
ロサンゼルス市場では、スケジュールが合わない場合、バリー・スポーツ・ウェストは、エンゼルスまたはキングスの試合の定期放送を、地元のマイネットワークTV直営放送局であり、2つのネットワークの姉妹局であるKCOP-TV（チャンネル13）に移す。これらのKCOPでのエンゼルスのテレビ放送は、ロサンゼルスDMA以外の人々向けにバリー・スポーツ・アプリ経由でストリーミングすることもできる。FOXスポーツとナショナルホッケーリーグは2016年夏までストリーミング権契約を結んでいなかったため、2016-2017シーズン以前はキングスの試合はアプリケーションでストリーミング配信されなかった。

### コートサイド・ビュー
プライム・チケットは、FOXスポーツ・ウェストで放映される一部のダックスとキングスのホームテレビ放送中に「コートサイド・ビュー（Courtside View）」として知られる代替フィードを提供した。この機能では、個別のカメラアングルが提供され、解説は組み込まれていないため、アリーナの観客の体験をシミュレートする放送が提供された。

## 著名な放送スタッフ

### 現在
- カーリン・ベイス（Carrlyn Bathe） - ロサンゼルス・キングスサイドラインリポーター（ホームゲームのみ）
- ダリル・エヴァンス（英語版） - 『Kings Live（キングス・ライブ）』アナリスト（ロードゲームのみ）
- ニック・ニクソン（英語版） - ロサンゼルス・キングスアナウンサー
- ジム・フォックス（英語版） - ロサンゼルス・キングス解説者（元キングス「Break The Ice（ブレイク・ジ・アイス）」アナリスト）
- ケント・フレンチ（Kent French） - 『Angels Live（エンゼルス・ライブ）』ホスト
- マーク・グビザ - ロサンゼルス・エンゼルス解説者、『エンゼルス・ライブ』アナリスト
- ショーン・オドネル（英語版） - 『キングス・ライブ』アナリスト（ホームゲームのみ）
- パトリック・オニール（英語版） - 『エンゼルス・ライブ』と『キングス・ライブ』ホスト及び代役を務めるロサンゼルス・エンゼルスアナウンサー（元『Dodgers Live（ドジャース・ライブ）』と『Lakers Live（レイカーズ・ライブ）』ホスト及びレイカーズサイドラインリポーター）
- ジョン・ローゼン（Jon Rosen） - ロサンゼルス・キングスサイドラインリポーター（ロードゲームのみ）
- ウェイン・ランダッツォ（英語版） - ロサンゼルス・エンゼルスアナウンサー
- テリー・スミス（英語版） - ロサンゼルス・エンゼルス代理アナウンサー
- ジャレット・ストール（英語版） - 『キングス・ライブ』アナリスト（ホームゲームのみ）
- マット・ヴァスジャーシアン（英語版） - ロサンゼルス・エンゼルス代理アナウンサー
- エリカ・ウェストン（Erica Weston） - ロサンゼルス・エンゼルスサイドラインリポーター
- ジャンヌ・ゼラスコ（英語版） - 『Clippers Live（クリッパーズ・ライブ）』ホスト
- モーラ・シェリダン（Maura Sheridan） - エンジェル・シティーFCアナウンサー
- アンナ・ヴィッテ（Anna Witte） – エンジェル・シティーFC解説者

### 過去
- アレックス・ファウスト（英語版） - ロサンゼルス・キングス実況アナウンサー
- ハイジ・アンドロル（英語版） - ロサンゼルス・キングスリポーター
- マイケル・ケイジ - 元USC解説者、『レイカーズ・ライブ』と『Bruins Live（ブルーインズ・ライブ）』の元アナリスト
- アレックス・カリー（Alex Curry） - ロサンゼルス・エンゼルスとロサンゼルス・キングスサイドラインリポーター（ホームゲームのみ）、『Angels Weekly（エンゼルズ・ウィークリー）』と『Kings Weekly（キングス・ウィークリー）』ホスト
- トッド・ドノホ（英語版） - 『Southern California Sports Report（サザン・カリフォルニア・スポーツ・リポート）』アンカー
- ジョン・フリッケ（英語版） - 『サザン・カリフォルニア・スポーツ・リポート』アンカー
- ジャック・ヘイリー（英語版） - 『レイカーズ・ライブ』アナリスト、ビッグ・ウェストバスケットボール解説者
- チック・ハーン（英語版） - レイカーズ実況アナウンサー（故人）
- レックス・ハドラー - ロサンゼルス・エンゼルス解説者、『Angels in the Infield（エンゼルス・イン・ザ・インフィールド）』と『エンゼルス・ライブ』アナリスト
- キャロリン・ヒューズ（英語版） - 『サザン・カリフォルニア・スポーツ・リポート』のアンカー
- マーカス・ジョンソン - Pac-12バスケットボール解説者、（2007年）『Trojans Live（トロージャンズ・ライブ）』マーチ・マッドネスアナリスト
- ケビン・ケネディ（英語版） - メジャーリーグベースボールアナリスト
- マーク・ラングストン - 2002年エンゼルスポストシーズンスタジオアナリスト
- スチュ・ランツ（英語版） - ロサンゼルス・レイカーズ解説者
- ビル・マクドナルド（英語版） - 野球、バスケットボール、フットボール、ホッケーアナウンサー
- ロリー・マーカス（英語版） - エンゼルスアナウンサー（故人）
- ホセ・モタ（英語版） - ロサンゼルス・エンゼルス解説者、リポーター、『エンゼルス・ライブ』アナリスト（現：Spectrum SportsNet LA（英語版）のロサンゼルス・ドジャースリポーター）
- エイドリアン・ガルシア・マルケス（英語版） - 『ドジャース・ライブ』リポーター
- クリス・マギー（英語版） - 『レイカーズ・ライブ』リポーター、高校フットボールアナウンサー
- マーティ・マクソーリー（英語版） - NHLアナリスト（2006年）
- ジョエル・マイヤーズ（英語版） - ロサンゼルス・レイカーズ、ビッグ12フットボールアナウンサー
- ボブ・ミラー（英語版） - ロサンゼルス・キングスアナウンサー、2000年ホッケー殿堂入り、フォスター・ヒューイット記念賞受賞者（引退）
- ノーム・ニクソン - 『レイカーズ・ライブ』アナリスト
- ペトロス・パパダキス（英語版） - USCフットボールアナリスト、Pac-12フットボール解説者
- スティーブ・フィジオック（英語版） - ロサンゼルス・エンゼルス、Pac-12バスケットボールアナウンサー
- リンジー・ローズ（英語版） - サイドラインリポーター、『トロージャンズ・ライブ』と『サザン・カリフォルニア・スポーツ・リポート』アンカー
- テッド・ロビンソン（英語版） - Pac-12バスケットボールアナウンサー
- ビクター・ロハス（英語版） - ロサンゼルス・エンゼルスアナウンサー
- スージー・シャスター（英語版） - 『サザン・カリフォルニア・スポーツ・リポート』アンカー
- マット・スティーブンス（英語版） - UCLAフットボールアナリスト
- ポール・サンダーランド（英語版） - Pac-12、ビッグ・ウェスト、レイカーズバスケットボールアナウンサー
- ダロン・サットン（英語版） - ロサンゼルス・エンゼルスアナウンサー
- バリー・トンプキンス（英語版） - Pac-12フットボール・バスケットボールアナウンサー
- リッチ・ワルツ（英語版） - ロサンゼルス・エンゼルスアナウンサー
- ジム・ワトソン（英語版） - Pac-12、LAギャラクシーアナウンサー、サイドラインリポーター、『ドジャース・ライブ』と『Dodgers Dugout（ドジャース・ダグアウト）』アンカー
- ポール・ウェストファル - NBAアナリスト、USCバスケットボール解説者
- ヴァン・アール・ライト（英語版） - 『サザン・カリフォルニア・スポーツ・リポート』、『ドジャース・ダグアウト』（2004年）、キングス「ブレイク・ジ・アイス」（2004年）アンカー

## 搬送の問題

### サンディエゴ郡
バリー・スポーツ・ウェストは、サンディエゴ郡内で広くケーブル搬送を維持している。しかし、この地域の2つの大手プロバイダー、タイム・ワーナー・ケーブルとコックス・コミュニケーションズは、1997年のサービス開始以来、プライム・チケットの取り扱いを拒否してきた。両ケーブルプロバイダーは、このネットワークが拡張された基本階層での輸送には高すぎると判断し、搬送料金を要求したと主張している。ただし、プライム・チケットは、タイム・ワーナー・ケーブルが2006年にアデルフィア・コミュニケーションズから買収した一部の以前のシステムで実行されていた。アデルフィアは2001年にこのチャンネルをラインナップに追加した。
2012年3月17日、サンディエゴ・パドレスへのローカルケーブル権を取得するためにFSNと締結された契約の一環として、FOXスポーツネットワークスはサンディエゴ市場向けに別の地域ネットワークであるFOXスポーツ・サンディエゴ（現：バリー・スポーツ・サンディエゴ）を設立した。このチャンネルの開設にもかかわらず、バリー・スポーツ・ウェストはサンディエゴ地域のケーブルプロバイダーで引き続き視聴できる。ただし、バリー・スポーツ・サンディエゴはバリー・スポーツ・ソカルから一部の番組（殆どのスポーツライブイベントを含む）を放送しているため、基本的にそのチャンネルの搬送契約を締結する必要はない。
サンディエゴ・パドレスはサンディエゴ郡全域の領土権を保有しているため、ロサンゼルス・エンゼルスの試合は、ケーブルプロバイダーや衛星放送プロバイダーに関係なく、バリースポーツウェスト郡内でブラックアウトされており、これらのテレビ放送を視聴するには、MLBエクストラ・イニングス市場外スポーツパッケージへの加入が必要である。バリー・スポーツ・ウェストで放送されるエンゼルスの野球の試合を除いて、他の全てのスポーツ番組はサンディエゴ郡で視聴できる。

### ラスベガス・バレー
バリー・スポーツ・ウェストとバリー・スポーツ・ソカルは、ラスベガス・バレーで広くケーブル搬送を維持している。2017年5月23日、AT&Tスポーツネットが、2017～2018年のNHLシーズンに開始された南ネバダのAT&Tスポーツネット・ロッキー・マウンテンで試合をテレビ放映するためのベガス・ゴールデンナイツのRSN権利を取得したと発表された。
ラスベガス・ゴールデン・ナイツは南ネバダ全域の領土権を保持しているため、アナハイム・ダックスとロサンゼルス・キングスの試合は、ケーブルプロバイダーや衛星プロバイダーに関係なく、バリー・スポーツ・ウェストとバリー・スポーツ・ソカルのラスベガス・バレーではブラックアウトされており、これらのテレビ放送を視聴するには、NHLセンター・アイス市場外スポーツパッケージに加入する必要がある。バリー・スポーツ・ウェストとバリー・スポーツ・ソカルで放送されるダックスとキングスのホッケーの試合を除いて、他の全てのスポーツ番組は南ネバダで視聴できる。